# Peter Hansen (acteur)
Peter Franklin Hansen (Oakland (Californië), 5 december 1921 - Santa Clarita (Californië), 9 april 2017) was een Amerikaanse acteur best bekend voor zijn rol als Lee Baldwin in de soap General Hospital, een rol die hij, met enkele onderbrekingen bijna vier decennia speelde. Hij speelde in meer dan 100 films, tv-series en tv-films. 

## Biografie
Een van zijn eerste grote rollen was in de sciencefictionfilm uit 1951 When Worlds Collide. In 1965 werd hij gevraagd voor de rol van Lee Baldwin in soapserie General Hospital, dat toen al twee jaar liep. Hij speelde de rol tot 1976, opnieuw van 1977 tot 1986, kort in 1990 en opnieuw van 1992 tot 2004 al was dit nu geen hoofdrol meer. Vanaf 1997 vertolkte hij ook dezelfde rol in de zustersoap Port Charles. Hij speelde ook gastrollen in populaire tv-series zoals Cheers en The Golden Girls.